# Bazylika archikatedralna św. Stanisława Biskupa i św. Władysława w Wilnie

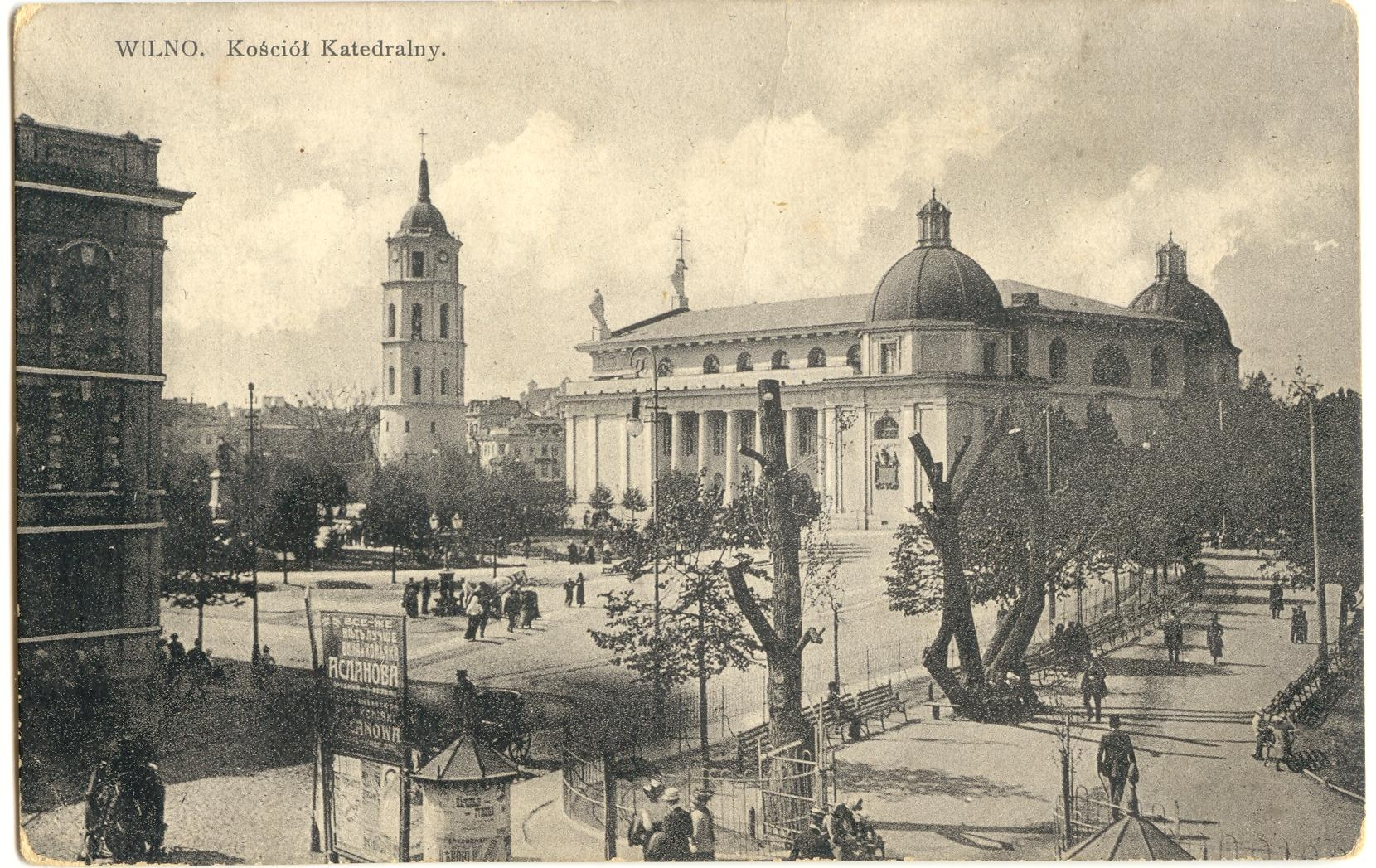
Katedra, widok ok. 1910

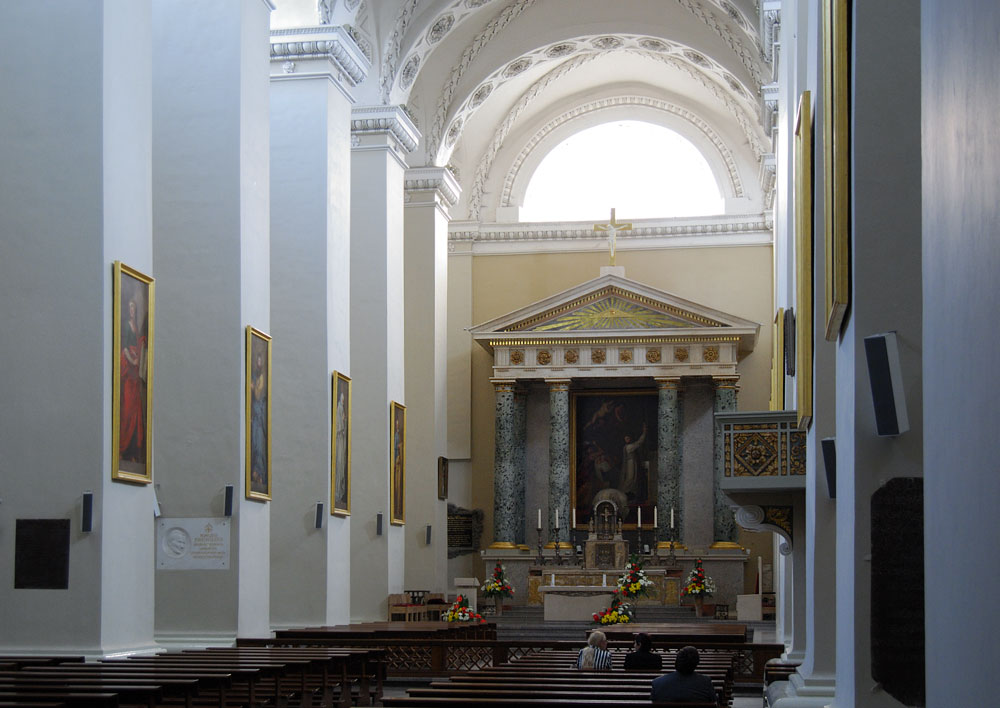
Widok na ołtarz główny z obrazem Zamordowanie św. Stanisława przez Bolesława Śmiałego

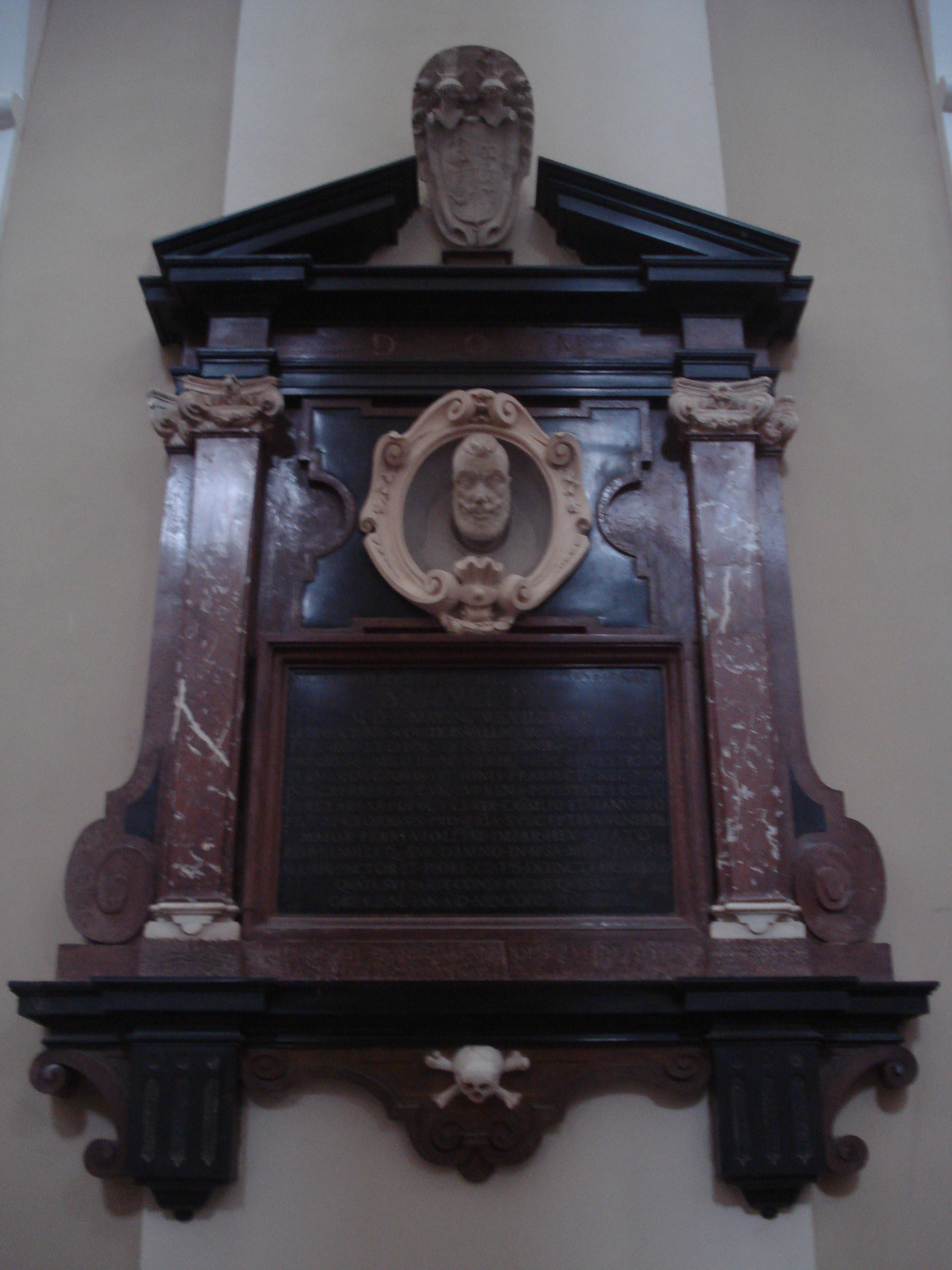
Epitafium rotmistrza husarskiego Samuela Paca (zm. 1627)

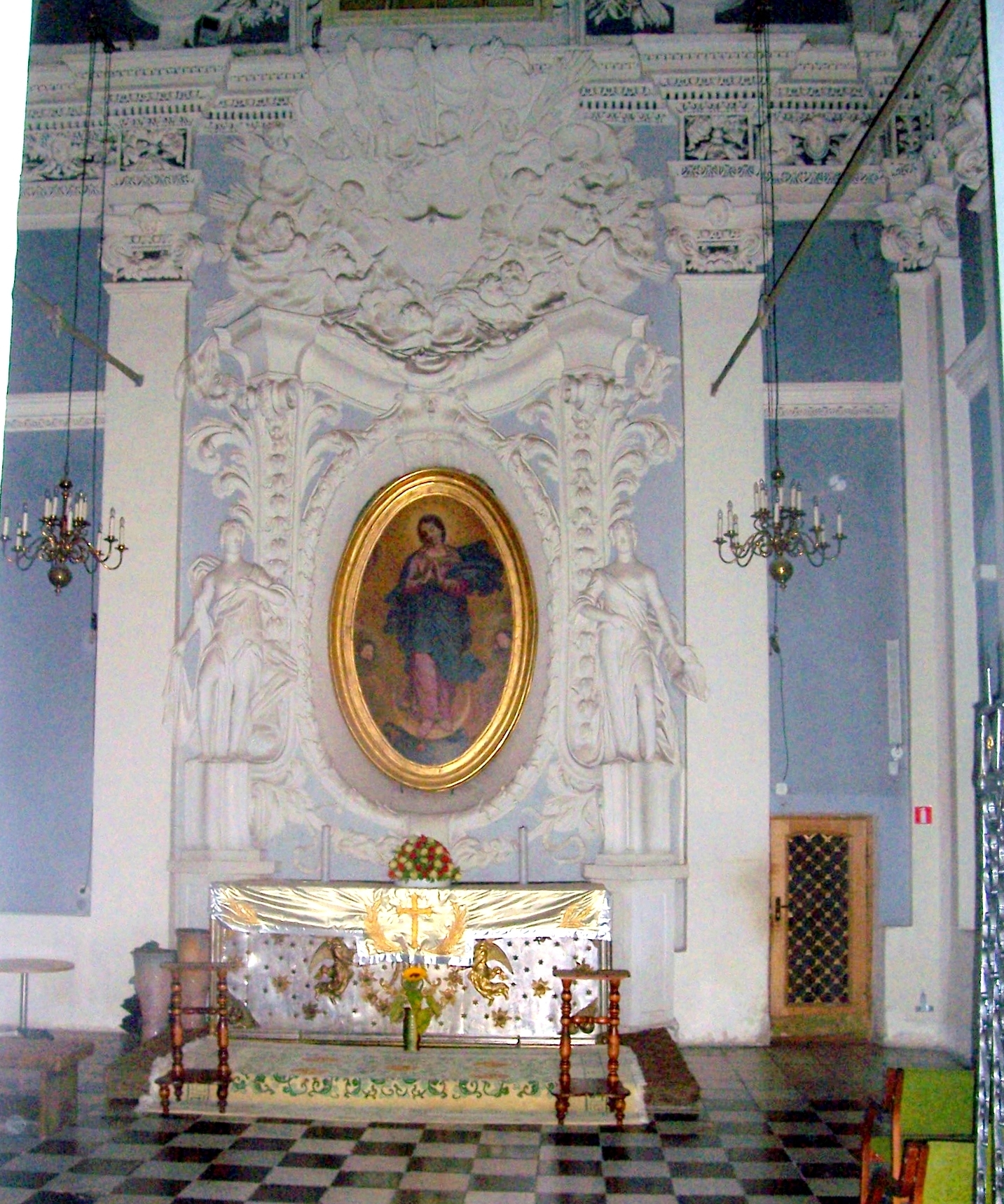
Ołtarz Niepokalanego Poczęcia w kaplicy Wołłowiczowskiej

Bazylika archikatedralna św. Stanisława i św. Władysława w Wilnie – katolicka bazylika w Wilnie, katedra archidiecezji wileńskiej, miejsce pochówku wielkich książąt litewskich i króla Polski Aleksandra Jagiellończyka.

## Historia
W okresie przed chrystianizacją Litwy w miejscu katedry stała świątynia poświęcona Perkunowi (okolice doliny Szwentoroga). W podziemiach istnieją zachowane do dzisiaj pozostałości ołtarza ofiarnego z tego okresu, o dostęp do których zabiegają litewscy rodzimowiercy.

### Pierwsza katedra
Początki katedry wileńskiej są przedmiotem kontrowersji, ponieważ nie jest bezsprzecznie udowodnione, że katedra istniała w 2 poł. XIII w., gdy w 1251 r. książę Mendog przyjął w Nowogródku chrzest, a w 1253 r. wyświęcony został na biskupa misyjnego Litwy Chrystian. Być może wtedy mogło zostać rozpoczęte wznoszenie pierwszej świątyni, jednak znalezione pozostałości fundamentów pod dzisiejszą katedrą nie potwierdzają tego w sposób bezsprzeczny. O istnieniu w tym miejscu jakiejkolwiek chrześcijańskiej świątyni nie ma także żadnych wzmianek w źródłach (samo Wilno jest wymienione po raz pierwszy dopiero w 1323 r.). Jeśli jednak budowla ta powstała, to najprawdopodobniej po odejściu Mendoga od chrześcijaństwa w 1261 r. budowlę tę (być może jeszcze nieukończoną) zburzono.

### Katedra gotycka
Potwierdzoną w źródłach pisemnych świątynię Władysław Jagiełło polecił zbudować po 1386 r. gdy sam przyjął chrzest w Krakowie. W 1387 lub 1390 r. powstało biskupstwo wileńskie. Kościół, który stał się od tego czasu katedrą nowego biskupstwa, otrzymał wezwanie św. Stanisława, patrona Polski oraz św. Władysława. Kościół ten wzniesiony został na miejscu dawnej świątyni pogańskiej, na terenie Zamku Dolnego. Katedra Jagiełły spłonęła na początku 1419 roku, w związku z czym książę Witold Kiejstutowicz zaczął jej odbudowę, która ciągnęła się jeszcze w 1427 roku.  W odbudowywanej jeszcze katedrze gotyckiej pochowano wielkiego księcia Witolda. W 1484 r. spoczął w katedrze zmarły w opinii świętości, królewicz Kazimierz. W 1506 r. pochowano w katedrze króla Aleksandra Jagiellończyka. W pierwszej połowie XVI w. rozpoczęto gruntowny remont katedry (m.in. umieszczono dzwonnicę w baszcie obronnej Zamku Dolnego), zniweczony jednak następnym pożarem (1530). 

### Katedra renesansowa
Po pożarze w 1530 roku, na polecenie króla Zygmunta I Starego rozpoczęto odbudowę katedry, tym razem w stylu renesansowym. Pracami budowlanymi pod nadzorem biskupa Jana Ochstata kierował Bernardinus de Gianottis i ukończono je w 1538 roku (brał w nich udział prawdopodobnie także Giovanni Cini). W 1547 r. w kaplicy Wołłowiczowskiej (dawnej Królewskiej) miał miejsce potajemny ślub Zygmunta Augusta i Barbary Radziwiłłówny (później w katedrze pochowanej). W 1573 roku biskup Walerian Protaszewicz-Suszkowski urządził w północnej nawie nowy grób księcia Witolda, a królowa Polski Bona Sforza wzniosła mu pomnik w stylu renesansowym. W 1610 r. nastąpił pożar, który znacznie uszkodził katedrę.

### Katedra barokowa
Król Zygmunt III Waza nakazał odbudowę przeznaczając na ten cel 4 tys. złotych. Budowę prowadzono z przerwami, spowodowanymi zarazami, w latach 1612–1632. Wzniesiono wtedy dwie symetryczne wieże, z których jedną wkrótce rozebrano. W tym też czasie zbudowano kaplicę św. Kazimierza (autorstwa Constantina Tencalli, wzniesionej w latach 1623–1636 i poświęconej pochowanemu w niej synowi Kazimierza Jagiellończyka – św. Kazimierzowi, patronowi Litwy). Wzorowana na o sto lat wcześniejszej kaplicy Zygmuntowskiej na Wawelu, pięknie dekorowana, wykonana z czarnego i białego marmuru, ozdobiona posągami Jagiellonów, stanowi do dziś ozdobę wileńskiej świątyni. W 1648 roku złożono w kaplicy św. Kazimierza serce króla Władysława IV. Kolejne zniszczenia katedry przyniosła wojna z Moskwą, podczas której najeźdźcy po zdobyciu Wilna zamienili katedrę w stajnię. Po oswobodzeniu miasta w 1660 roku, katedrę odnowiono po 1666 roku. W 1686 roku biskup Kotowicz wzniósł nowy ołtarz główny. Katedra została uszkodzona przez Szwedów w 1706 r.

### Katedra klasycystyczna
Po zawaleniu się wieży nad kaplicą Częstochowską w 1769 roku (zginęło wtedy sześciu księży) co spowodowało częściowe zawalenie sklepień, katedrę zamknięto, a nabożeństwa tymczasowo przeniesiono do kościoła św. Jana. Odbudowę podjęto w 1777 roku z inicjatywy biskupa Massalskiego, który wysłał projekt architekta Wawrzyńca Gucewicza do akceptacji króla Stanisława Augusta Poniatowskiego. Po akceptacji króla rozpoczęto budowę nowej katedry w stylu klasycystycznym, która to budowa trwała z przerwami do 1801 roku. Po śmierci Gucewicza ostatnie prace prowadził Michał Szulc. Nowa katedra zachowała trójnawowy układ wywodzący się jeszcze z gotyckiej katedry. Wschodnia fasada ozdobiona została sześciokolumnowym portykiem, a u szczytu fasady wznoszą się figury św. Kazimierza i św. Stanisława. W kolumnadzie fasady południowej ustawiono posągi królów polskich i wielkich książąt litewskich, które wykonał Kazimierz Jelski. W głównym ołtarzu znajduje się obraz Franciszka Smuglewicza Zamordowanie św. Stanisława przez Bolesława Śmiałego. Przy końcu naw bocznych umieszczono posągi Miłość Bliźniego i Miłość Boga, których autorem Tommaso Righi. Righi jest także autorem posągów w zewnętrznych niszach katedry oraz rzeźb na tympanonie i fryzu nad wejściem. Na filarach od strony głównej nawy znajdują się obrazy pędzla Franciszka Smuglewicza przedstawiające dwunastu apostołów. Na ścianach bocznych znajduje się 16 obrazów Constantina Villaniego. Świątynię otacza 11 kaplic, z czego dwie zachowały się z poprzedniej katedry: wyżej wspomniana kaplica św. Kazimierza oraz kaplica Wołłowiczowska (zwana też Królewską lub Niepokalanego Poczęcia).
W 1838 roku ułożono nową kamienną posadzkę. W 1858 roku odnowiono kaplicę św. Kazimierza. Po powodzi w 1931 r. przy okazji remontu odkryto w podziemiach katedry zapomniane grobowce królewskie (m.in. Aleksandra Jagiellończyka oraz Elżbiety Habsburżanki i Barbary Radziwiłłówny – żon Zygmunta Augusta). Pochowany tu był też m.in. Olbracht Gasztołd (ojciec Stanisława, pierwszego męża Barbary Radziwiłłówny, najbogatszy człowiek na Litwie w swojej epoce), złożono tu też serce Władysława IV Wazy. Wtedy też założono pod katedrą mauzoleum dla prochów królewskich. Po powodzi 1931 roku, kiedy groziło katedrze zawalenie, prace remontowo-ratunkowe były bardzo kosztowne. W związku z tym w kurii wileńskiej powstał pomysł sprzedaży za granicę cennych flamandzkich gobelinów ze skarbca katedry. Pomysł wileńskiej kurii spotkał się z ogromnym protestem ze strony środowisk kulturalnych Wilna, które doprowadziły do zablokowania tej decyzji.
Podczas rządów radzieckich katedra została w 1950 roku zamknięta i przekształcona na magazyn. Wtedy też, 29-30 czerwca 1950 roku wysadzono w powietrze figury świętych stojące na szczycie fasady. Usunięto także liczne tablice pamiątkowe w języku polskim, w tym popiersie i tablicę arcybiskupa Jana Cieplaka. Potem odbywały się tutaj koncerty organowe. 4 czerwca 1956 roku otwarto galerię obrazów. Nabożeństwa zaczęto ponownie odprawiać tutaj od 1985 r., choć oficjalnie cały czas była to galeria obrazów. W 1989 r. katedra została rekonsekrowana, wkrótce potem odnowiona, odtworzono m.in. posągi na szczycie fasady. Obecnie w katedrze odprawiane są msze jedynie w języku litewskim.

## Kaplice
Strona prawa od wejścia:
- Kaplica św. Jana Nepomucena (dawniej Częstochowska) - zbudowana przez bp Wojciecha Tabora w 1495 r. Nad kaplicą znajdowała się wieża zegarowa, która runęła w XVIII wieku niszcząc wnętrze. Po tej katastrofie kaplica została odbudowana przez bpa Massalskiego po 1781 r. i następnie bpa Jana Nepomucena Kossakowskiego, który został w niej pochowany co upamiętniono tablicą nagrobną po lewej stronie.
- Kaplica Ukrzyżowanego Zbawiciela (albo Gasztołdowska) - odnowiona w XVII w. przez kanonika Benedykta Żuchorskiego. Do 1945 roku znajdowały się w niej dwa renesansowe nagrobki bpa Pawła Holszańskiego i kanclerza Olbrachta Gasztołda. W 1989 roku w kaplicy umieszczono obraz Madonny Sapieżyńskiej w otoczeniu świętych franciszkańskich: św. Franciszka i św. Bernardyna. Obraz poprzednio znajdował się w kościele św. Michała, wzniesionego jako rodzinne mauzoleum w latach 1594–1625 z polecenia Lwa Sapiehy, a wcześniej w kościele bernardynów, gdzie od XVI w. zasłynął łaskami i cudami. Jego kult oficjalnie potwierdzono w 1699 r.[9] W dniu 8 września 1750 r. obraz został koronowany przez bp Michała Jana Zienkowicza[10] koronami przesłanymi przez papieża Benedykta XIV (korony i sukienka nie zachowały się)[11].
- Kaplica św. Pawła (zwana też Montwidowską) - najmłodsza kaplica, zbudowana została przez Wawrzyńca Gucewicza w miejscu dawnego wyjścia bocznego od strony miasta[potrzebny przypis]. Według dokumentów historycznych ufundował ją Wojciech Moniwid[12].
- Kaplica św. Ignacego Loyoli - w kaplicy znajduje się obraz św. Ignacego namalowany przez Szymona Czechowicza. W kaplicy spoczywa Zofia z Wiśniowieckich (żona wojewody mińskiego Aleksandra Paca), krajczy Jan Radziwiłł i biskup Jan Cywiński.
- Kaplica św. Marii Magdaleny (albo biskupia) - w kaplicy znajdują się groby biskupów wileńskich: Jana Ochstata, Jerzego Tyszkiewicza, Macieja Józefa Ancuty, Karola Pancerzyńskiego, Jana Karola Zawiszy, Michała Zienkowicza, Ignacego Massalskiego, Andrzeja Benedykta Kłągiewicza, Antoniego Franciszka Awdziewicza.
- Kaplica św. Kazimierza (albo Królewska)

Strona lewa od wejścia idąc od ołtarza:
- Zakrystia
- Kaplica św. Piotra - w stylu klasycystycznym z obrazem św. Piotra autorstwa Smuglewicza oraz Wieczerzy Pańskiej autorstwa Kanutego Rusieckiego.
- Kaplica Grobu Świętego
- Kaplica Zwiastowania NMP (albo Kieżgajłowska) - klasycystyczna z obrazem Zwiastowania NMP autorstwa Kanutego Rusieckiego, odnowiona w 1837 r.
- Kaplica Wołłowiczowska (albo Niepokalanego Poczęcia, dawniej Królewska) zbudowana w 1631 r. w stylu barokowym. W jej gotyckiej poprzedniczce z XV wieku pw. św. Stanisława odbył się ślub Aleksandra Jagiellończyka i Heleny Moskiewskiej oraz potajemny ślub króla Zygmunta Augusta z Barbarą Radziwiłłówną. Kaplicę zwano Królewską ponieważ do czasu wybudowania kaplicy św. Kazimierza to w niej chowano członków rodziny królewskiej. W XVII w. umieszczono w niej nagrobek fundatora barokowej przebudowy bp Eustachego Bogorii Wołłowicza. Obok kaplicy św. Kazimierza jest to jedyna oryginalna kaplica zachowana z katedry sprzed klasycystycznej przebudowy Gucewicza. Znajduje się w niej łaciński napis oznaczający w tłumaczeniu "Niech będzie nieszczęśliwym ten, kto się to dzieło zrujnować poważy".
- Kaplica św. Władysława (Woyniańska) - w kaplicy znajduje się portatyl poświęcony w 1781 r.[13]

## Groby królów i królowych Polski, wielkich książąt i księżnych litewskich
- Aleksander Jagiellończyk – król Polski w latach 1501–1506
- Elżbieta Habsburżanka – królowa Polski w latach 1543–1545
- Barbara Radziwiłłówna – królowa Polski w latach 1550–1551
- serce króla Władysława IV Wazy

## Nagrobki
Według Kraszewskiego we wnętrzach katedry znajdowały się 64, a według Balińskiego 33 pomniki pamiątkowe, z których do pocz. XX wieku zachowały się następujące tablice nagrobne,
na filarach:
- biskupa Benedykta Wojny (zm. 1615)
- biskupa sufragana Mikołaja Słupskiego (zm. 1688)
- kanonika Marcina Szulca Wolfowicza (zm. 1640)
- Olausa Algina (zm. 1638)
- Barbary Zawiszy (zm. 1603)
- Anny Naporkowskiej i Tomasza Ławrynowicza z 1636

na pilastrach:
- kanonika Adama Zabłockiego (zm. 1648)
- biskupa Andrzeja Benedykta Kłągiewicza (zm. 1841)
- biskupa Jerzego Tyszkiewicza z 1724 r.
- Katarzyny de Potok (zm. w 1643 r., córki Stefana Potockiego)
- chorążego Samuela Paca (zm. 1627)
- Tomasza Wawrzeckiego (zm. 1816)
- księcia Witolda z 1853 r. autorstwa Józefa Kozłowskiego z fundacji hr. Eustachego Tyszkiewicza ze znajdującym się powyżej obrazem księcia Witolda przywiezionym z Brześcia i gotyckim ołtarzykiem NMP.
- hrabiów Zawiszów z 1700 r.[14]

## Galeria

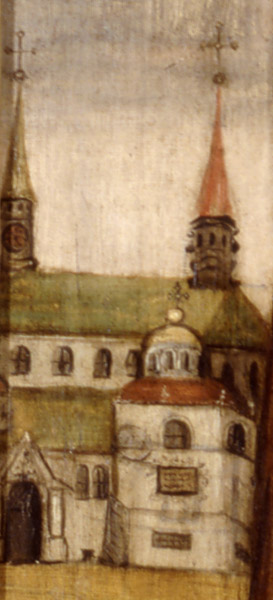
Katedra w XVII wieku
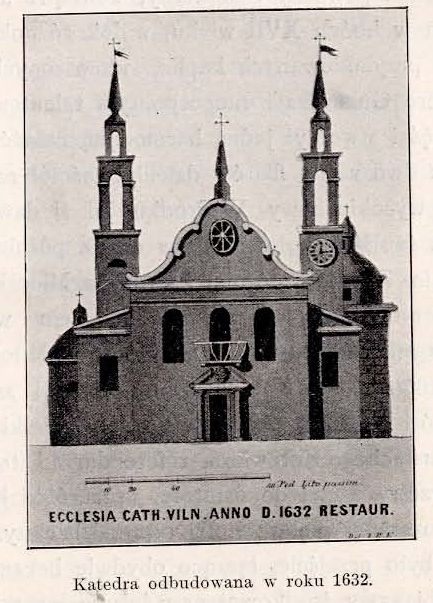
Katedra w XVIII wieku
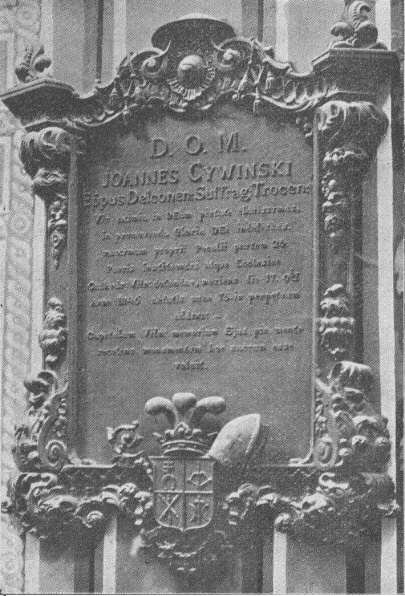
Pomnik bpa Jana Kajetana Cywińskiego (zm. 1845) w kaplicy św. Ignacego
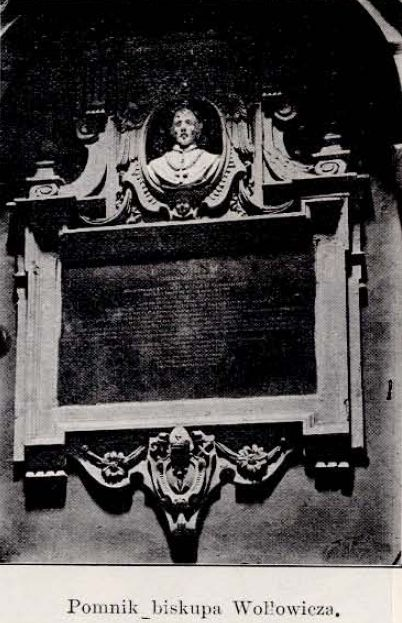
Pomnik bpa Eustachego Wołłowicza w kaplicy Wołłowiczowskiej
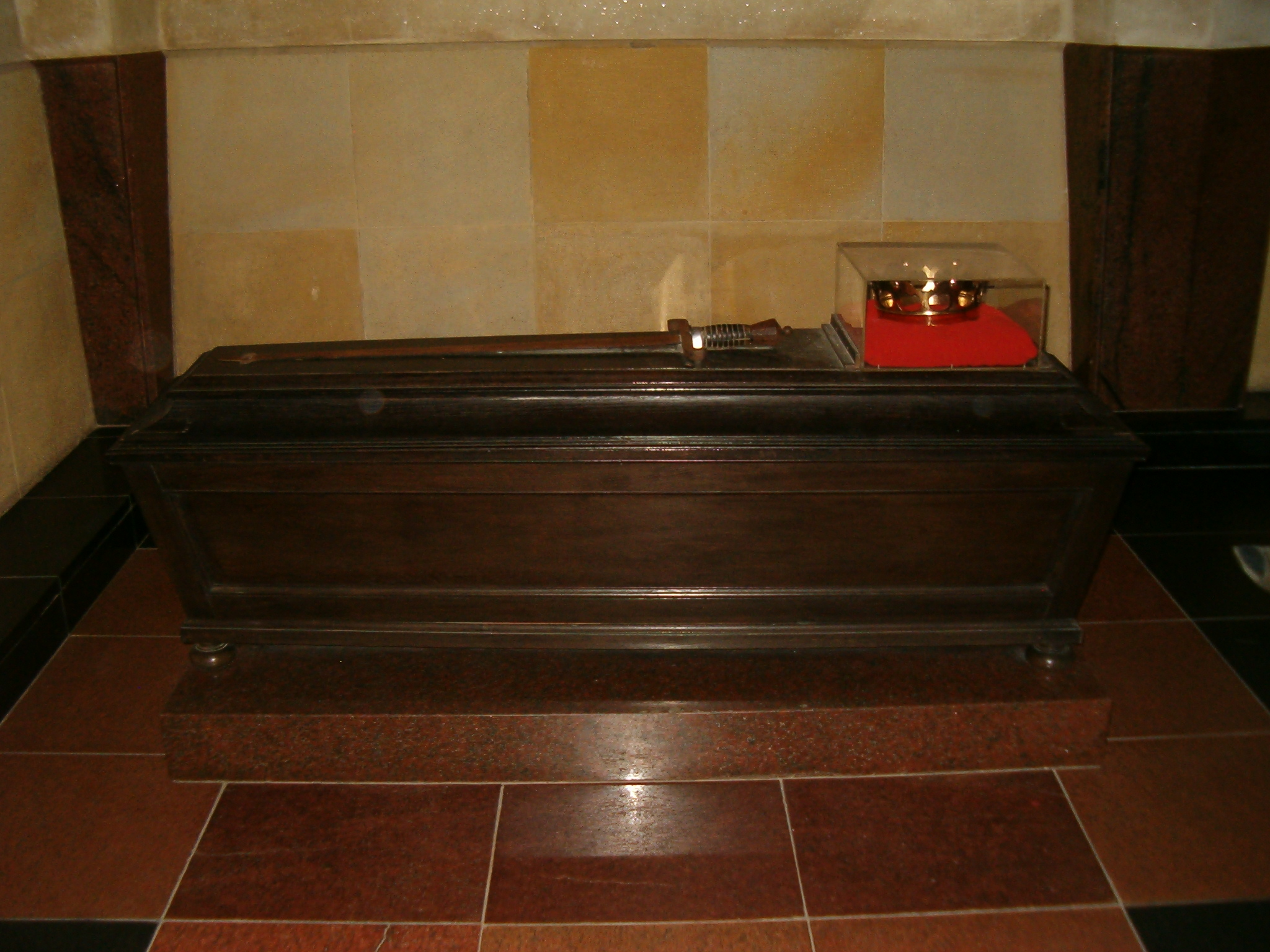
Sarkofag króla Polski Aleksandra Jagiellończyka
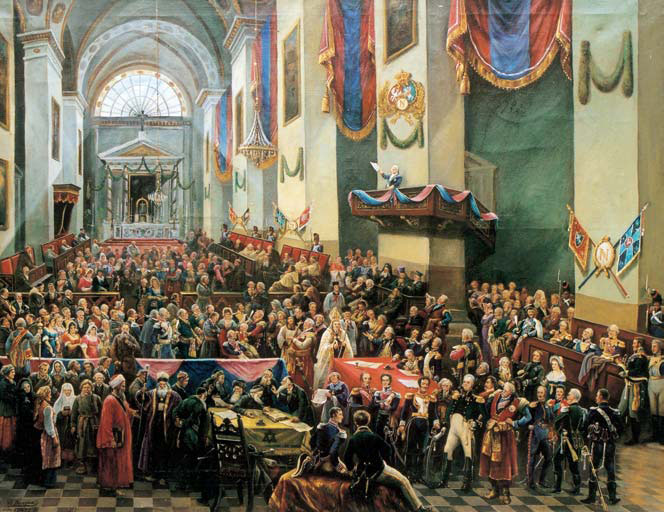
Wnętrze katedry w 1812 r.
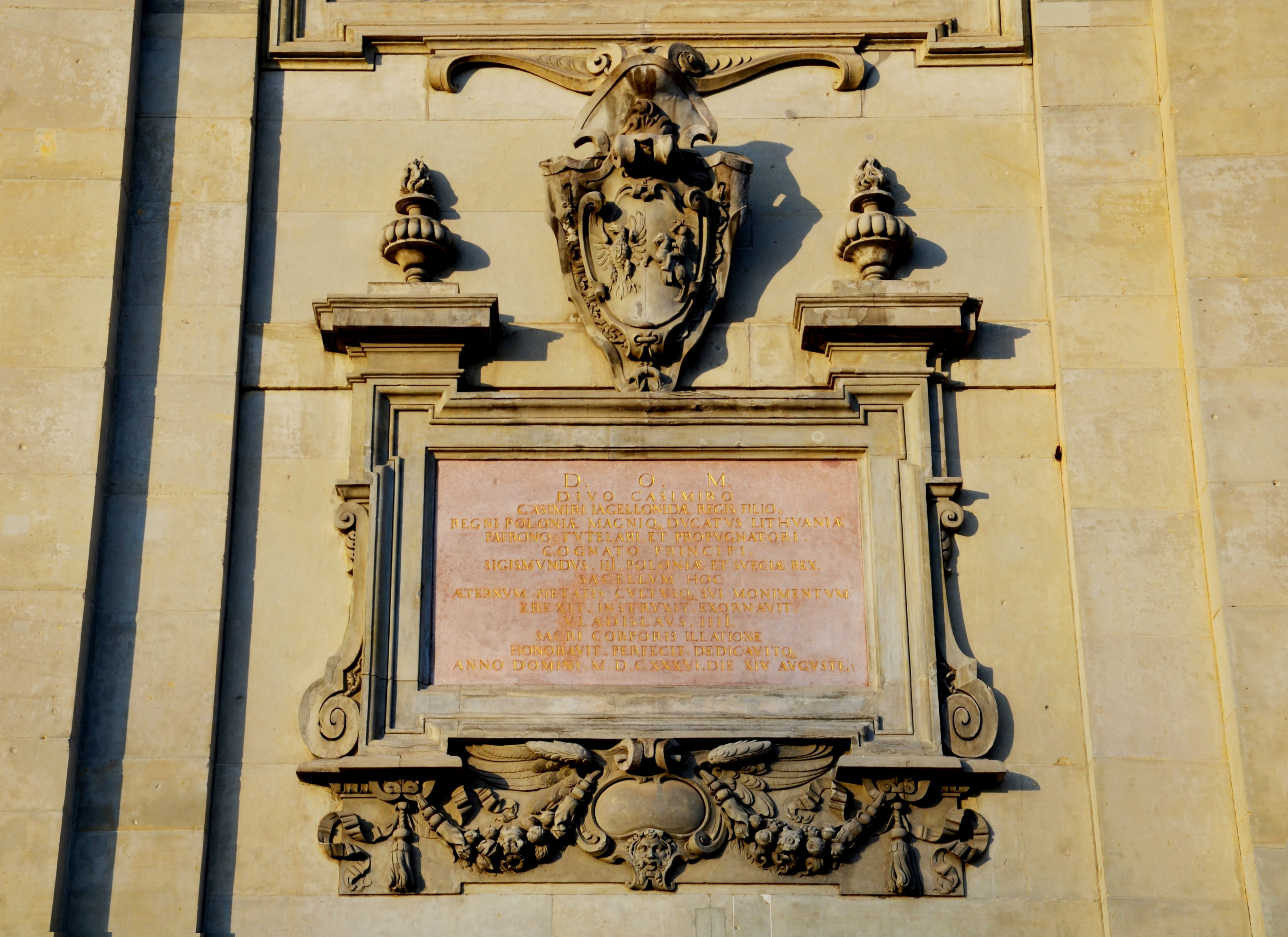
Tablica fundacyjna kaplicy św. Kazimierza
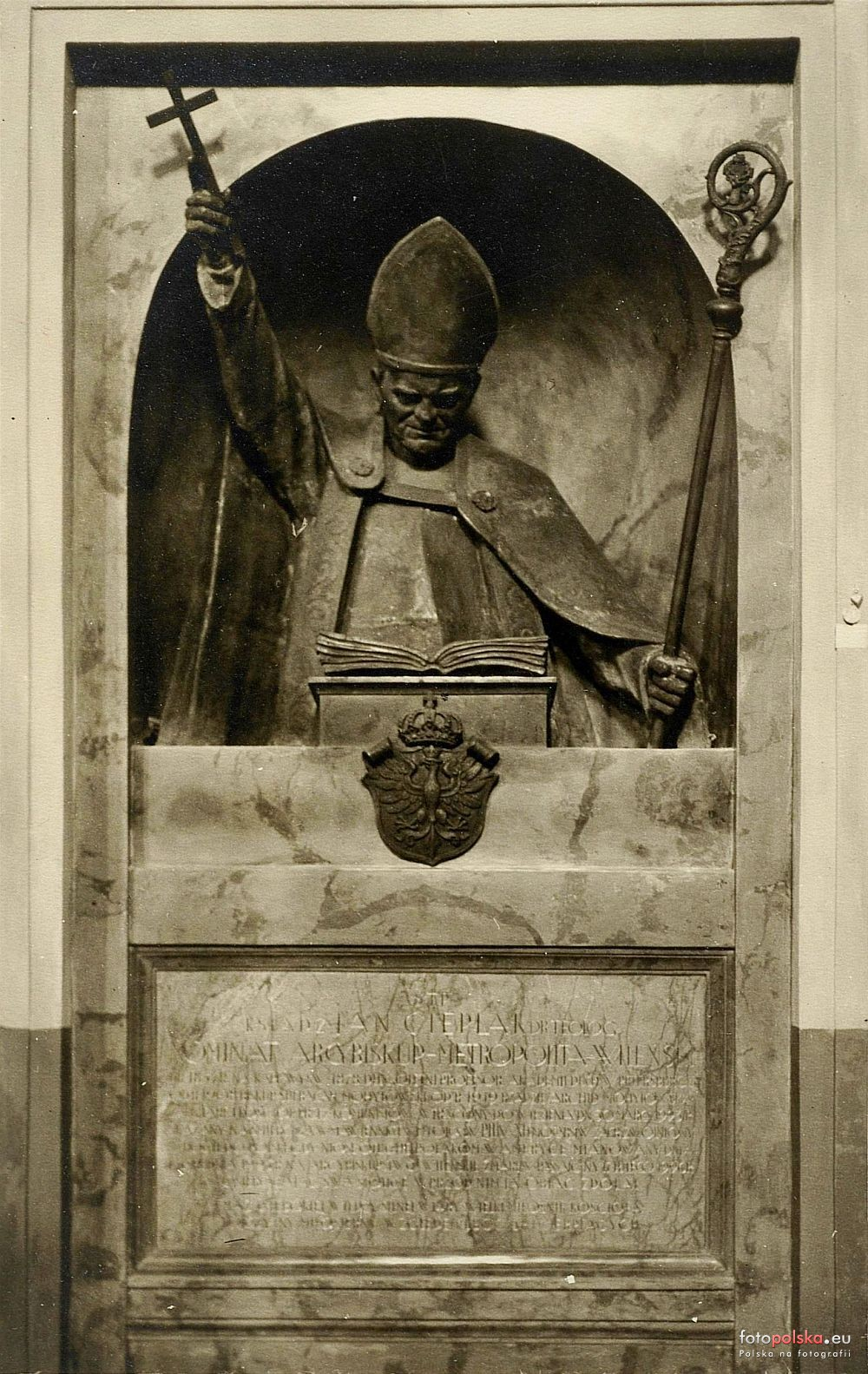
Popiersie bpa Jana Cieplaka (zasłonięte po 1945 roku) - obecnie znów jest eksponowane.
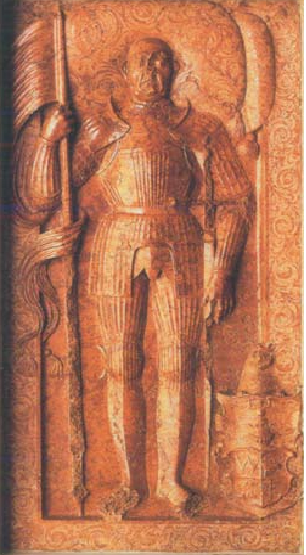
Nagrobek kanclerza Olbrachta Gasztołda znajdujący się pierwotnie w kaplicy Gasztołdowskiej
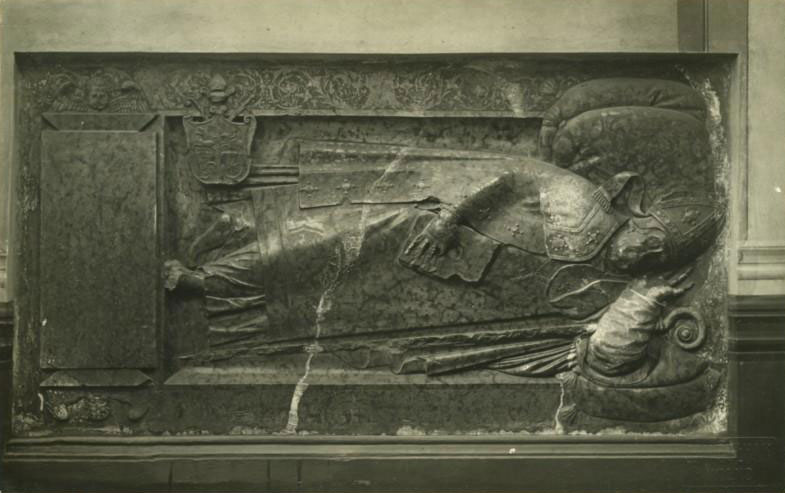
Nagrobek biskupa Pawła Holszańskiego w kaplicy Gasztołdowskiej
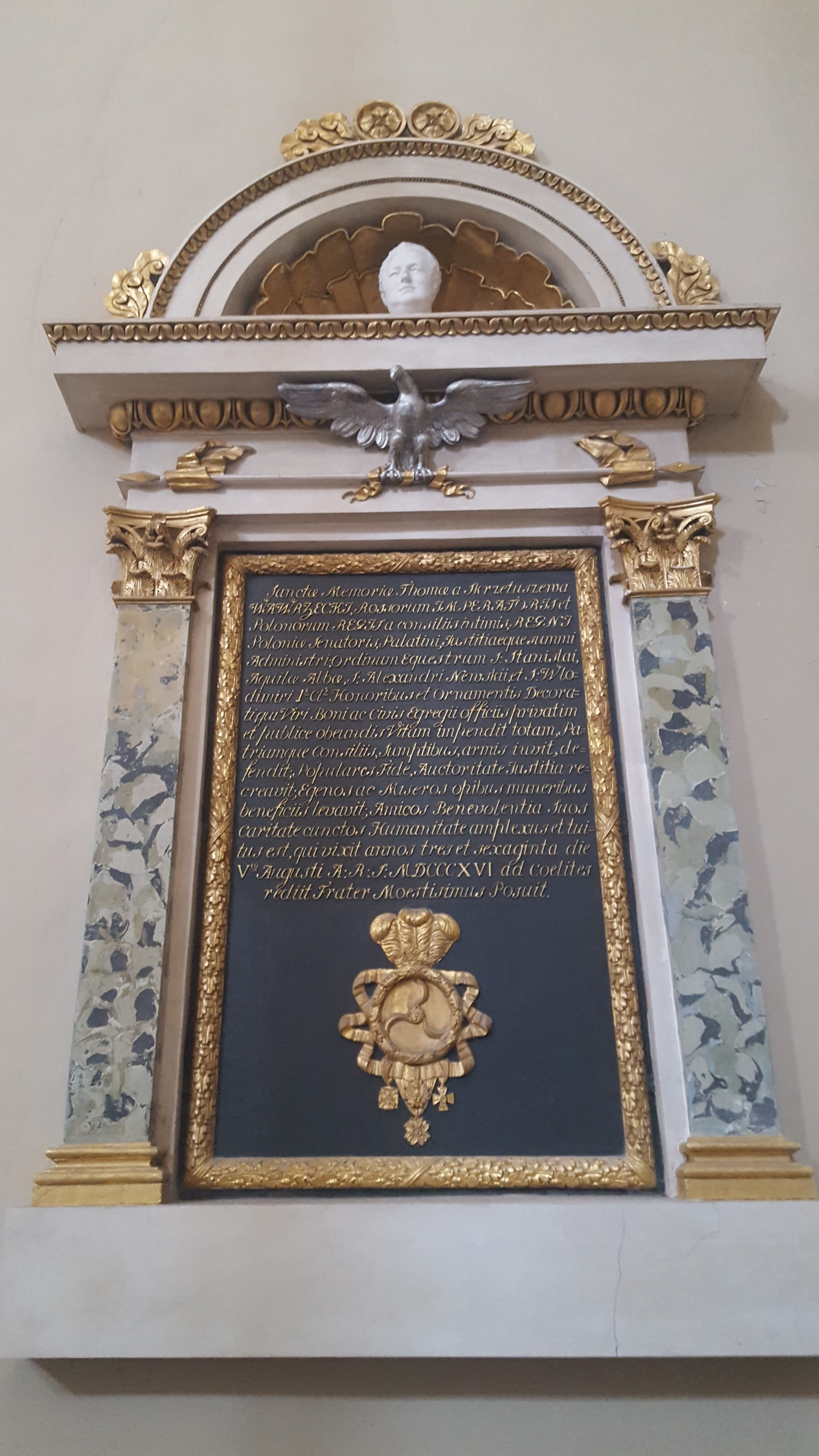
Tablica ku czci naczelnika insurekcji kościuszkowskiej gen. Tomasza Wawrzeckiego
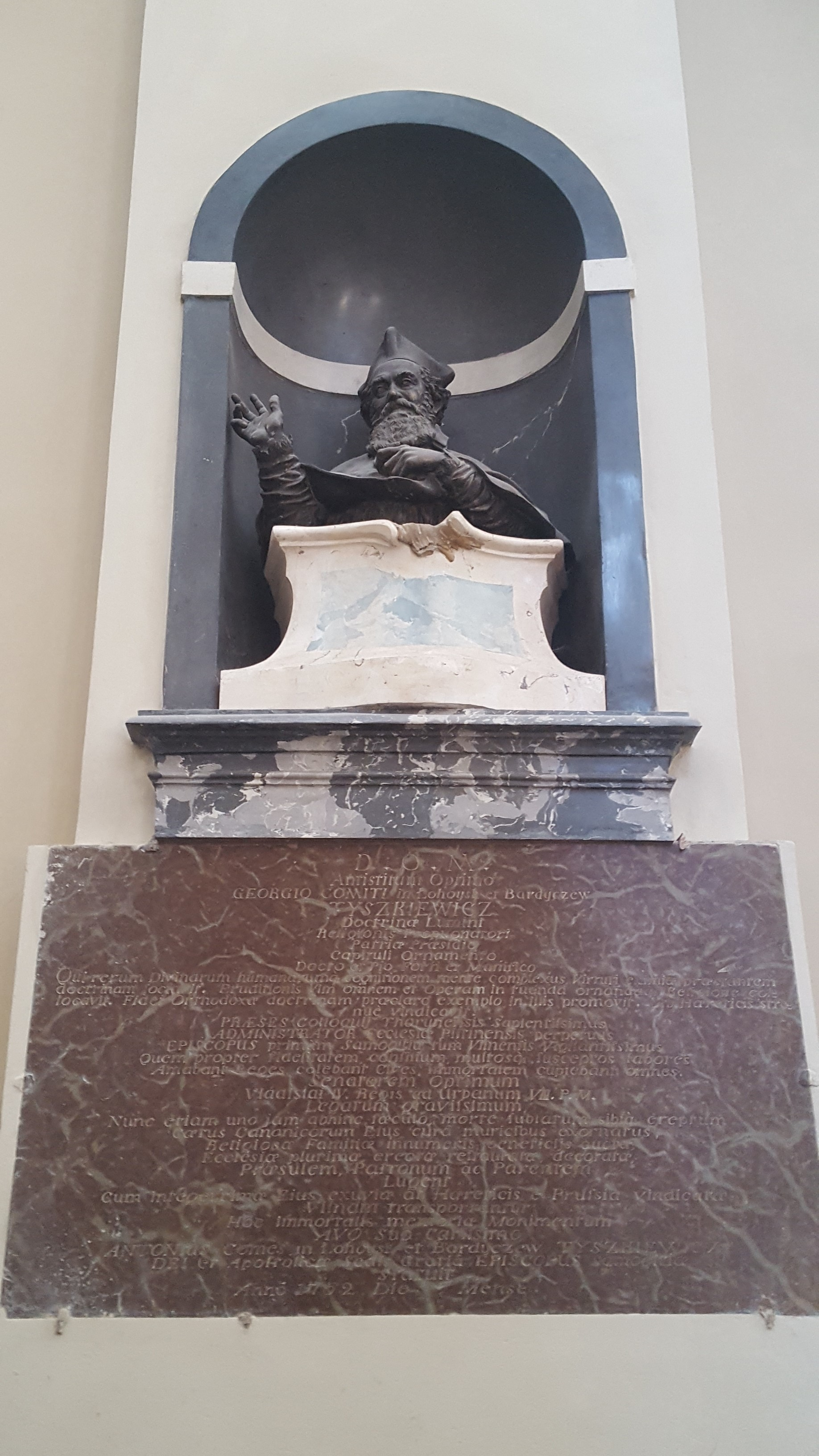
Popiersie biskupa Jerzego Tyszkiewicza z 1724.
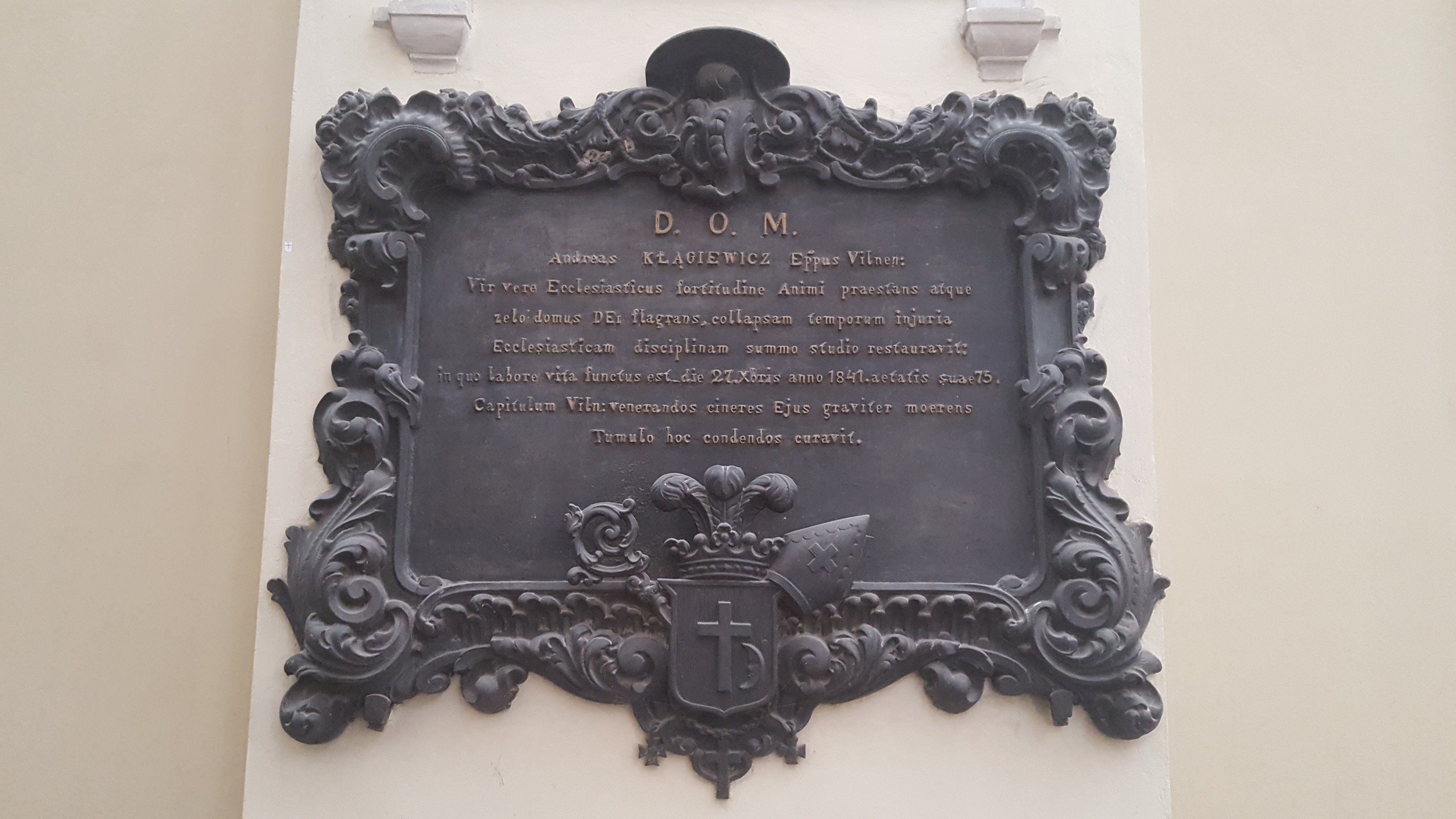
Tablic ku czci biskupa Andrzeja Kłągiewicza z 1841 r.
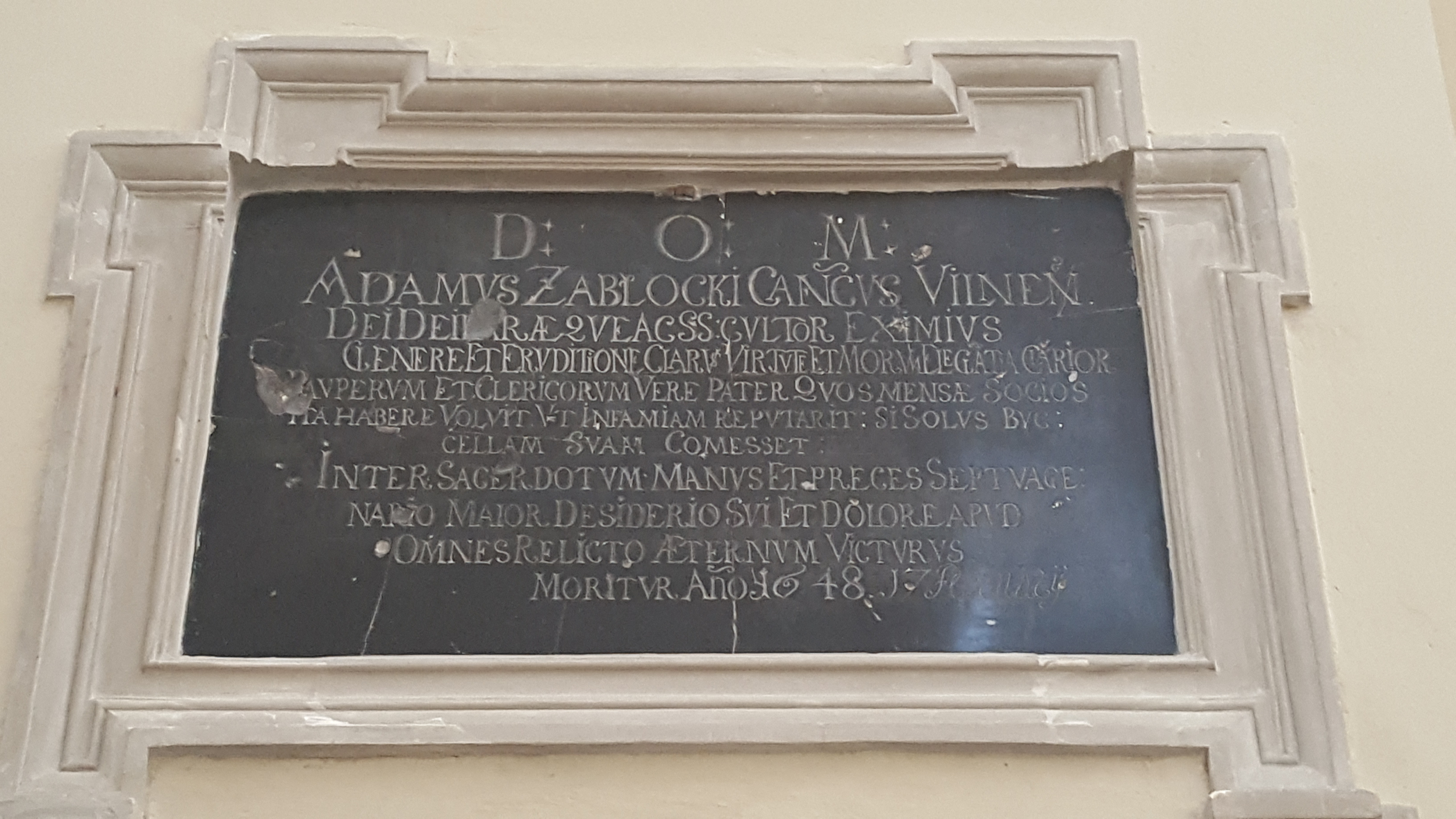
Tablica ku czci kanonika Adama Zabłockiego z 1648 r.